# Гладышевский сельсовет (Курганская область)
Гла́дышевский сельсовет — упразднённые административно-территориальная единица и муниципальное образование со статусом сельского поселения в составе Мишкинского района Курганской области России. 
Административный центр — село Гладышево.
С 23 декабря 2021 года Законом Курганской области от 10.12.2021 № 145 муниципальный район был преобразован в муниципальный округ, сельсовет упразднён.

## История
В соответствии с Законом Курганской области от 6 июля 2004 года № 419 сельсовет наделён статусом сельского поселения, первоначально включавшего 2 населённых пункта (село Гладышево и деревня Бутырское).
Законом Курганской области от 29 декабря 2018 года N 171, Иванковский сельсовет был упразднён, а его территория с 9 января 2019 года включена в состав Гладышевского сельсовета.

## Население
| 1989 | 2002 | 2010 | 2012 | 2013 | 2014 | 2015 |
| ---- | ---- | ---- | ---- | ---- | ---- | ---- |
| 741  | ↘468 | ↘356 | ↘340 | ↘331 | ↗334 | ↘318 |
| 2016 | 2017 | 2018 | 2019 | 2020 |      |      |
| ↗319 | ↘306 | ↗819 | ↘792 | ↘782 |      |      |

## Состав сельсовета
| № | Населённый пункт | Тип населённого пункта       | Население |
| - | ---------------- | ---------------------------- | --------- |
| 1 | Большое Окунево  | деревня                      | ↘70       |
| 2 | Бутырское        | деревня                      | ↘128      |
| 3 | Гладышево        | село, административный центр | ↘228      |
| 4 | Иванково         | село                         | ↘47       |
| 5 | Малое Окунево    | деревня                      | ↘172      |